# 음흉하게 꿈꾸는 덱스터
《음흉하게 꿈꾸는 덱스터》(영어: Darkly Dreaming Dexter)는 제프 린제이의 2004년 장편 범죄소설로, 덱스터 시리즈의 첫 번째 작품이다. 시리즈의 주인공인 연쇄살인마 덱스터 모건을 소개한다. 대한민국에는 비채에서 모중석 스릴러 클럽 시리즈의 네 번째 작품으로서 최필원 번역으로 출간되었다. 이 작품을 원작으로 쇼타임의 드라마 시리즈 《덱스터》가 만들어졌다.

## 작품 소개
꼬리에 꼬리를 물고 이어지는 반전과 섬뜩한 결말을 담고 있는 심리 스릴러. 살인, 복수, 배신, 음모 등 쉴새없이 던져지는 갈등과 강렬한 시련을 통해 지속적인 긴장감을 선사한다. ［모중석 스릴러 클럽 시리즈］의 세번째 책으로 출간되었다. 
작가인 제프 린제이는 '연쇄 살인이 무조건 나쁘기만 할까?'라는 물음에 대한 답을 작품으로 구상해, 오랫동안 연쇄 살인 사건을 연구하고, 소설의 배경이 될 마이애미 곳곳을 취재해 이 작품을 발표하였다. 또한, 주인공 '덱스터 모건'은 형사이면서, 동시에 연쇄 살인범만을 응징하는 또다른 연쇄 살인범으로, 독특한 주인공 캐릭터가 돋보인다.